# اووسینگیناتس
اووسینگیناتس (به صربی: Ovsinjinac) یک منطقهٔ مسکونی در صربستان است که در Gadžin Han واقع شده‌است.